# Mark Johnson (Filmproduzent)

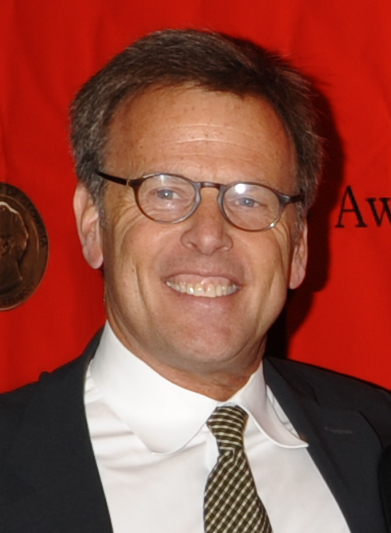
Mark Johnson (2009)

Mark Johnson (* 27. Dezember 1945 in Washington, D.C.) ist ein US-amerikanischer Filmproduzent.

## Leben
Mark Johnson, sein Bruder David und seine Schwester wuchsen nach der Scheidung ihrer Eltern, Emory Johnson und Dorothy King, in den frühen 1950er Jahren bei ihrer Mutter in Maryland auf und lebten ab 1953 in Spanien. Als Kind war Johnson in amerikanischen und britischen Filmen, die in Spanien gedreht wurden, meist als Statist in Nebenrollen präsent. Nachdem er in Spanien die Pflichtschule absolviert hatte, zog Johnson 1964 zurück in die USA und begann ein Studium der Filmwissenschaften an der University of Virginia.
1974 ließ sich Johnson in New York City nieder, wo seine Karriere als Produktionsassistent bei einzelnen Werbespots begann. Drei Jahre später, 1977, erfolgte sein Ruf nach Hollywood, wo er als Regieassistent unter anderem 1979 an der Produktion von Flucht von Alcatraz verantwortlich zeichnete. Nachdem er bereits 1977 Regisseur Barry Levinson kennengelernt hatte, nahm ihn dieser 1982 unter Vertrag und verpflichtete ihn als Ausführenden Produzenten für seinen Film American Diner. Johnson galt in den 1980er Jahren als Stammproduzent von Barry Levinson, der 1988 Rain Man produzierte, und dafür 1989 mit dem Oscar in der Kategorie Bester Film ausgezeichnet wurde. 1992 wurde Johnson für Bugsy erneut für einen Academy Award nominiert, wiederum für einen Barry-Levinson-Film.
Johnson produzierte für unterschiedliche Studios. So nahm ihn von 1991 bis 1996 Baltimore Pictures unter Vertrag. Danach wechselte er zu DreamWorks, wo er bis 1998 produzierte. Heute ist Johnson Produzent bei Walden Media und ist unter anderem für die Produktion der Chroniken von Narnia verantwortlich.
Mark Johnson ist verheiratet und hat mit seiner Frau Leslie zwei Kinder.
Seit 2006 ist er Mitglied der Academy of Motion Picture Arts and Sciences.

## Filmografie
Als Schauspieler
- 1964: Gesetz der Bravados (Brandy, el sheriff de Losatumba)

Als Filmproduzent
- 1984: Der Unbeugsame (The Natural)
- 1985: Das Geheimnis des verborgenen Tempels (Young Sherlock Holmes)
- 1987: Tin Men
- 1987: Good Morning, Vietnam
- 1988: Rain Man
- 1990: Avalon
- 1991: Bugsy
- 1992: Toys
- 1993: Perfect World (A Perfect World)
- 1994: Jimmy Hollywood
- 1997: Donnie Brasco
- 1999: Galaxy Quest – Planlos durchs Weltall (Galaxy Quest)
- 2002: Im Zeichen der Libelle (Dragonfly)
- 2002: Die Entscheidung – Eine wahre Geschichte (The Rookie)
- 2002: Groupies Forever (The Banger Sisters)
- 2002: Moonlight Mile
- 2004: Alamo – Der Traum, das Schicksal, die Legende (The Alamo)
- 2004: Wie ein einziger Tag (The Notebook)
- 2005: Die Chroniken von Narnia: Der König von Narnia (The Chronicles of Narnia: The Lion, the Witch and the Wardrobe)
- 2006: Billys Wette oder Wie man gebratene Würmer isst (How To Eat Fried Worms)
- 2007: Hunting Party – Wenn der Jäger zum Gejagten wird (The Hunting Party)
- 2008: Die Chroniken von Narnia: Prinz Kaspian von Narnia (The Chronicles of Narnia: Prince Caspian)
- 2009: Beim Leben meiner Schwester (My Sister’s Keeper)
- 2010: Don’t Be Afraid of the Dark
- 2010: Die Chroniken von Narnia: Die Reise auf der Morgenröte (The Chronicles of Narnia: The Voyage of the Dawn Treader)
- 2013: Mavericks – Lebe deinen Traum (Chasing Mavericks)
- 2015: Vor ihren Augen (Secret in Their Eyes)
- 2017: Logan Lucky
- 2017: Downsizing
- 2017: Breath
- 2021: The Little Things
- 2023: The Holdovers

Als Executive Producer
- 1982: American Diner (Diner)
- 1993: Sniper – Der Scharfschütze (Sniper)
- 1999: The Astronaut’s Wife – Das Böse hat ein neues Gesicht (The Astronaut’s Wife)
- 2001–2004: The Guardian – Retter mit Herz (The Guardian, Fernsehserie)
- 2008–2013: Breaking Bad (Fernsehserie)
- seit 2013: Rectify (Fernsehserie)
- 2014–2017: Halt and Catch Fire (Fernsehserie)
- 2015–2022: Better Call Saul (Fernsehserie)

## Auszeichnungen
- 1989: Oscar/Bester Film für Rain Man
- 1992: Oscar-Nominierung, Bester Film für Bugsy
- 2024: Oscar-Nominierung, Bester Film für The Holdovers